# Limeum
Limeum es un género de plantas dicotiledóneas de la familia de las limeáceas. Comprende unas 21 especies que se distribuyen en Sudáfrica hasta Etiopía, la península arábiga, el subcontinente Indio y el sudeste asiático. Anteriormente, este género había sido dispuestos en la familia Molluginaceae.

## Especies
- Limeum africanum
- Limeum angustifolium
- Limeum aphyllum
- Limeum arabicum
- Limeum arenicola
- Limeum argute-carinatum
- Limeum aethiopicum
- Limeum canescens
- Limeum capense
- Limeum deserticola